# IV. Albert osztrák herceg
IV. Albert osztrák herceg (németül: Albrecht IV., Herzog von Österreich; Bécs, 1377. szeptember 19. – Klosterneuburg, 1404. szeptember 14.) a Habsburg-házból származó főherceg, 1395–1404 között Ausztria uralkodó hercege. 1402-ben Luxemburgi Zsigmond az Országgyűlés hozzájárulásával a Magyar Királyság trónörökösévé nevezte ki, és távollétében megtette Magyarország kormányzójának, ami ellen való tiltakozásként 1403-ban országos felkelés bontakozott ki.
III. Albert és Nürnbergi Beatrix fiaként született. 1395-ben követte apját a mai Felső-Ausztria és Alsó-Ausztria trónján. Ausztria másik felét pedig unokatestvérei, Vilmos és IV. Lipót, a Lipót-ág tagjai uralták. Albert uralkodását a családon belüli viszályok és a Luxemburg-házzal, Luxemburgi Zsigmonddal és Vencellel folytatott vetélkedés határozta meg.
A bécsi Szent István-dóm hercegi kriptájában temették el. A trónon fia, V. Albert követte.

## Család és gyerekek
1390. április 24-én Bécsben vette feleségül Johanna Zsófia bajor hercegnőt I. Albert bajor herceg és Briegi Margit lányát. Két gyermekük született:
- V. Albert (1397. augusztus 16. – 1439. október 27., Neszmély, Magyarország), Ausztria uralkodó hercege, Magyarország királya, német és cseh király
- Margit (1395. június 26., Bécs – 1447. december 24.), hozzáment XVI. Henrik bajor herceghez Landshutban 1412. november 25-én.

| Előző uralkodó: III. Albert | Ausztria hercege 1395 – 1404 Alsó-Ausztriában | Következő uralkodó: V. Albert |